# Чемпионат Европы по мини-футболу 2014
Чемпионат Европы по мини-футболу 2014 — девятый УЕФА чемпионат Европы для мужских национальных сборных по футзалу. Финальный раунд турнира прошёл в Бельгии (впервые в этой стране), с 28 января по 8 февраля 2014 года. Матчи проводились на двух аренах в Антверпене, спортивной столице Европы 2013, и транслировались телеканалами Eurosport и Eurosport 2.
Решение о месте проведении финальной части турнира принято Исполнительным комитетом УЕФА в Венеции в декабре 2011 года. Конкуренцию бельгийской заявке составляли заявки Футбольной ассоциации Словении и Федерация футбола Литвы.
В финале сборная Италии со счетом 3–1 победила сборную России и завоевала второй чемпионский титул. В матче за третье место сборная Испании со счетом 8–4 победила сборную Португалии. Лучшим бомбардиром турнира стал игрок сборной России Эдер Лима, забивший 8 мячей.

## Места проведения
Матчи финальной части турнира были сыграны в двух местах, расположенных в городе Антверпене в районе Мерксем. На Лотто Арене прошли все двенадцать матчей группового этапа, а остальные восемь матчей, в том числе и финал были проведены на стадионе Спортпалас.
| Стадия      | Групповая стадия | Стадия плей-офф |
| ----------- | ---------------- | --------------- |
| Место       | Лотто Арена      | Спортпалас      |
| Вместимость | 5218             | 15 089          |
| Изображение |                  |                 |

## Участники

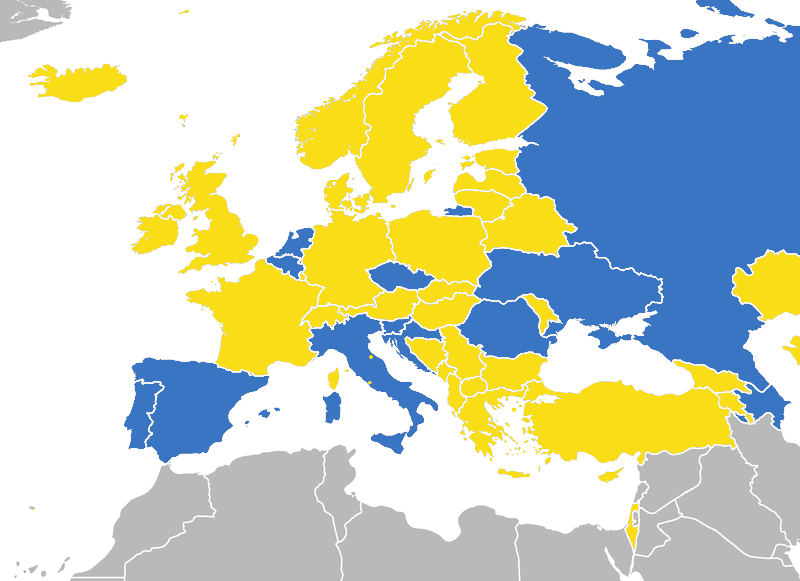
Квалифицированные команды.

Жеребьевка квалификационного раунда была проведена в Ньоне 4 декабря 2012 года.

### Квалифицированные команды
| Страна      | Квалифицировались как | Предыдущее участие в турнире1, 2                   |
| ----------- | --------------------- | -------------------------------------------------- |
| Бельгия     | Хозяин                | 4 (1996, 1999, 2003, 2010)                         |
| Италия      | Победитель Группы 1   | 8 (1996, 1999, 2001, 2003, 2005, 2007, 2010, 2012) |
| Азербайджан | Победитель Группы 2   | 2 (2010, 2012)                                     |
| Россия      | Победитель Группы 3   | 8 (1996, 1999, 2001, 2003, 2005, 2007, 2010, 2012) |
| Испания     | Победитель Группы 4   | 8 (1996, 1999, 2001, 2003, 2005, 2007, 2010, 2012) |
| Португалия  | Победитель Группы 5   | 6 (1999, 2003, 2005, 2007, 2010, 2012)             |
| Чехия       | Победитель Группы 6   | 6 (2001, 2003, 2005, 2007, 2010, 2012)             |
| Словения    | Победитель Группы 7   | 3 (2003, 2010, 2012)                               |
| Украина     | Победитель Плей-офф   | 7 (1996, 2001, 2003, 2005, 2007, 2010, 2012)       |
| Румыния     | Победитель Плей-офф   | 2 (2007, 2012)                                     |
| Нидерланды  | Победитель Плей-офф   | 4 (1996, 1999, 2001, 2005)                         |
| Хорватия    | Победитель Плей-офф   | 3 (1999, 2001, 2012)                               |

### Жеребьевка
Жеребьевка финального раунда турнира была проведена 4 октября 2013 года в Антверпене в Центре Эльзенвелд (Centrum Elzenveld) в 13:30 (CET).
| Корзина 1                                                          | Корзина 2                            | Корзина 3                            |
| ------------------------------------------------------------------ | ------------------------------------ | ------------------------------------ |
| Бельгия (хозяева; назначены в A1) Испания (чемпионы) Италия Россия | Португалия Украина Чехия Азербайджан | Хорватия Румыния Словения Нидерланды |

## Групповой этап

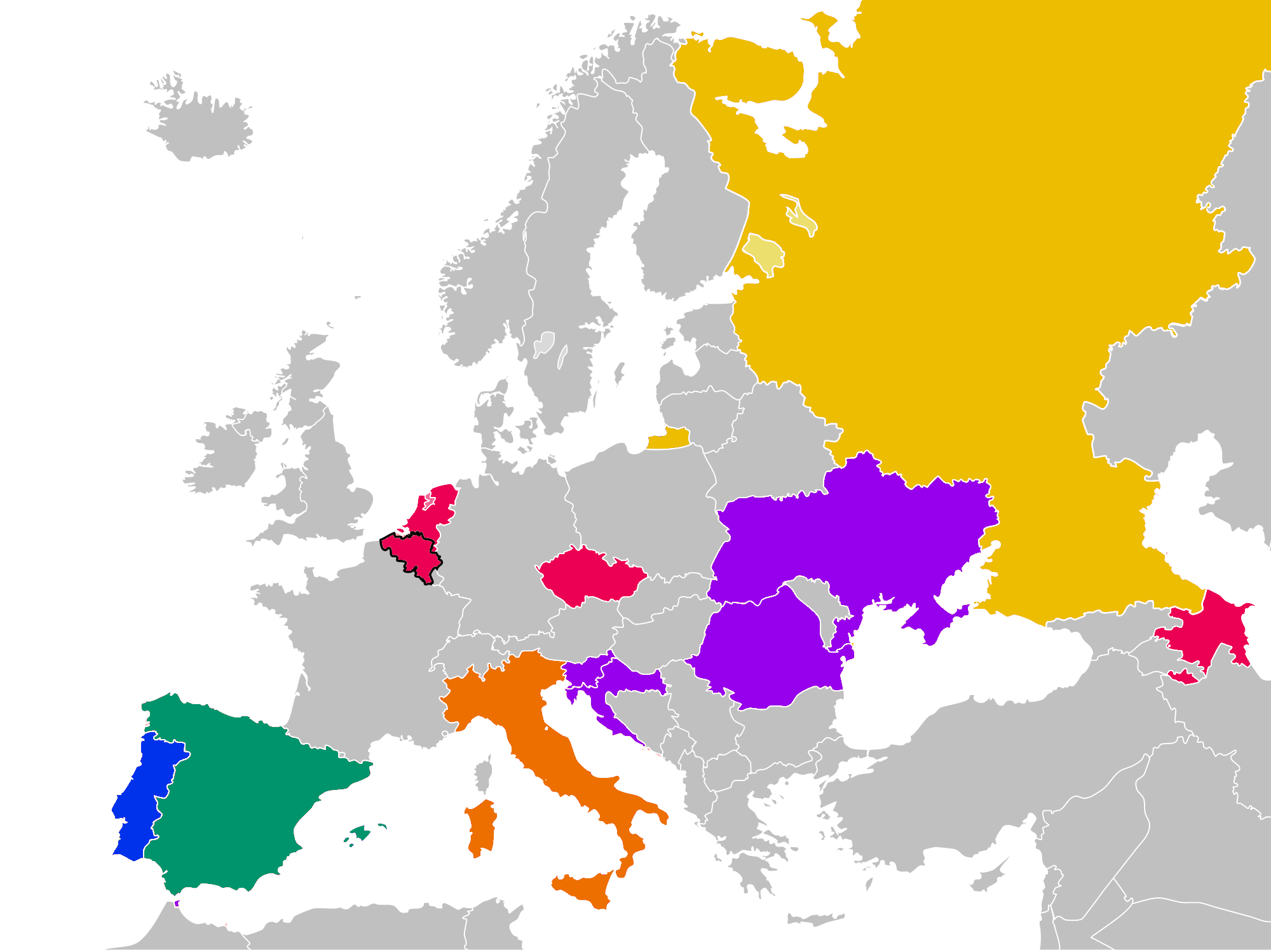
Хозяин
Групповой этап
Четвертьфиналы
Четвёртое место
Третье место
Второе место
Чемпион

Все матчи прошли по местному времени (CET или UTC+01:00).
| Цветовые условные обозначения |
| ----------------------------- |
| Квалификация в плей-офф       |

### Группа A
| Команда | И | В | Н | П | МЗ | МП | РМ | О |
| ------- | - | - | - | - | -- | -- | -- | - |
| Украина | 2 | 1 | 1 | 0 | 1  | 0  | +1 | 4 |
| Румыния | 2 | 1 | 0 | 1 | 6  | 2  | +4 | 3 |
| Бельгия | 2 | 0 | 1 | 1 | 1  | 6  | −5 | 1 |

| Бельгия   | 1–6   | Румыния                                                                       |
| --------- | ----- | ----------------------------------------------------------------------------- |
| Рахоу 23′ | Отчет | Радучу 3′ · Матей 14′ · Лупу 22′ · Сотарча 32′ · Янку 35′ · Сальхи 39′ (авт.) |

| Румыния | 0–1   | Украина     |
| ------- | ----- | ----------- |
|         | Отчет | Сорокин 18′ |

| Украина | 0–0   | Бельгия |
| ------- | ----- | ------- |
|         | Отчет |         |

### Группа B
| Команда    | И | В | Н | П | МЗ | МП | РМ  | О |
| ---------- | - | - | - | - | -- | -- | --- | - |
| Россия     | 2 | 1 | 1 | 0 | 11 | 5  | +6  | 4 |
| Португалия | 2 | 1 | 1 | 0 | 9  | 4  | +5  | 4 |
| Нидерланды | 2 | 0 | 0 | 2 | 1  | 12 | −11 | 0 |

| Россия                                                                      | 7–1   | Нидерланды  |
| --------------------------------------------------------------------------- | ----- | ----------- |
| Сирило 3′, 11′ · Лысков 9′ · Эдер Лима 14′, 34′ · Сергеев 20′ · Робиньо 22′ | Отчет | Аттаиби 28′ |

| Нидерланды | 0–5   | Португалия                                                      |
| ---------- | ----- | --------------------------------------------------------------- |
|            | Отчет | Джон Матос 6′ · Жоэл 13′ · Кардинал 36′ · Бруно Коэльо 38′, 39′ |

| Португалия                                         | 4–4   | Россия                                            |
| -------------------------------------------------- | ----- | ------------------------------------------------- |
| Рикардиньо 23′ · Алвеш 29′, 34′ · Фукин 32′ (авт.) | Отчет | Абрамов 23′ · Переверзев 29′ · Эдер Лима 30′, 35′ |

### Группа C
| Команда     | И | В | Н | П | МЗ | МП | РМ | О |
| ----------- | - | - | - | - | -- | -- | -- | - |
| Италия      | 2 | 1 | 0 | 1 | 9  | 3  | +6 | 3 |
| Словения    | 2 | 1 | 0 | 1 | 9  | 9  | 0  | 3 |
| Азербайджан | 2 | 1 | 0 | 1 | 7  | 13 | −6 | 3 |

| Италия                  | 2–3   | Словения                              |
| ----------------------- | ----- | ------------------------------------- |
| Фортино 24′ · Ассис 40′ | Отчет | Врховец 11′ · Чуец 26′ · Осредкар 39′ |

| Словения                                                  | 6–7   | Азербайджан                                                                     |
| --------------------------------------------------------- | ----- | ------------------------------------------------------------------------------- |
| Врховец 1′, 20′, 29′ · Чуец 17′ · Крофлич 26′ · Фетич 37′ | Отчет | Амадеу 1′ · Рафаэль 24′, 39′ · Борисов 29′ · Аугусто 31′ · Фелипе 36′ · Эду 40′ |

| Азербайджан | 0–7   | Италия                                                                                                |
| ----------- | ----- | --- |
|             | Отчет | Романо 2′ · Фортино 4′ · Онорио 16′ · Вампета 25′ · Габриэль Лима 27′ · Маммарелла 32′ · Миарелли 40′ |

### Группа D
| Команда  | И | В | Н | П | МЗ | МП | РМ | О |
| -------- | - | - | - | - | -- | -- | -- | - |
| Испания  | 2 | 1 | 1 | 0 | 11 | 4  | +7 | 4 |
| Хорватия | 2 | 0 | 2 | 0 | 6  | 6  | 0  | 2 |
| Чехия    | 2 | 0 | 1 | 1 | 4  | 11 | −7 | 1 |

| Испания                    | 3–3   | Хорватия                            |
| -------------------------- | ----- | ----------------------------------- |
| Аикардо 16′ · Лин 27′, 28′ | Отчет | Бабич 10′ · Еловчич 18′ · Цапар 38′ |

| Хорватия                                | 3–3   | Чехия                              |
| --------------------------------------- | ----- | ---------------------------------- |
| Еловчич 14′ · Маринович 16′ · Цапар 39′ | Отчет | Новотны 9′ · Мареш 21′ · Белей 24′ |

| Чехия     | 1–8   | Испания |
| --------- | ----- | --- |
| Белей 26′ | Отчет | Фернандао 7′, 23′ · Серхио Лосано 20′ (пен.), 37′ · Ортис 25′ · Хосе Руис 33′ · Рауль Кампос 35′ · Пола 38′ |

## Стадия плей-офф

### Таблица
|  | Четвертьфиналы | Четвертьфиналы |                   |         | Полуфиналы   | Полуфиналы   |  |  | Финал     | Финал |
|  |                |                |                   |         |              |              |  |  |           |       |
|  | 3 февраля      |                |                   |         |              |              |  |  |           |       |
|  |                |                |                   |         |              |              |  |  |           |       |
|  | Украина        | 1              |                   |         |              |              |  |  |           |       |
|  | Украина        | 1              | 6 февраля         |         |              |              |  |  |           |       |
|  | Португалия     | 2              |                   |         |              |              |  |  |           |       |
|  | Португалия     | 2              | Португалия        | 3       |              |              |  |  |           |       |
|  | 4 февраля      |                | Португалия        | 3       |              |              |  |  |           |       |
|  |                | Италия         | 4                 |         |              |              |  |  |           |       |
|  | Италия         | Италия         | 4                 | 2       |              |              |  |  |           |       |
|  | Италия         |                | 8 февраля         | 2       |              |              |  |  |           |       |
|  | Хорватия       | 1              |                   |         |              |              |  |  |           |       |
|  | Хорватия       | 1              | Италия            | 3       |              |              |  |  |           |       |
|  | 3 февраля      |                | Италия            | 3       |              |              |  |  |           |       |
|  |                | Россия         | 1                 |         |              |              |  |  |           |       |
|  | Румыния        | Россия         | 1                 | 0       |              |              |  |  |           |       |
|  | Румыния        | 6 февраля      |                   | 0       |              |              |  |  |           |       |
|  | Россия         | 6              |                   |         |              |              |  |  |           |       |
|  | Россия         | 6              | Россия (доп. вр.) | 4       | Третье место | Третье место |  |  |           |       |
|  | 4 февраля      |                | Россия (доп. вр.) | 4       | Третье место | Третье место |  |  |           |       |
|  |                | Испания        | 3                 |         |              |              |  |  |           |       |
|  | Словения       | Испания        | 3                 | 0       | Португалия   | 4            |  |  |           |       |
|  | Словения       |                |                   | 0       | Португалия   | 4            |  |  |           |       |
|  | Испания        | 4              |                   | Испания | 8            |              |  |  |           |       |
|  | Испания        | 4              |                   |         | 8            |              |  |  |           |       |
|  |                |                |                   |         |              |              |  |  | 8 февраля |       |
|  |                |                |                   |         |              |              |  |  |           |       |

### Четвертьфиналы
| Украина     | 1–2   | Португалия       |
| ----------- | ----- | ---------------- |
| Валенко 13′ | Отчет | Кардинал 3′, 23′ |

| Румыния | 0–6   | Россия                                                           |
| ------- | ----- | ---------------------------------------------------------------- |
|         | Отчет | Робиньо 3′ · Шаяхметов 8′ · Эдер Лима 9′, 16′, 37′ · Сергеев 34′ |

| Италия                  | 2–1   | Хорватия   |
| ----------------------- | ----- | ---------- |
| Романо 1′ · Фортино 10′ | Отчет | Еловчич 7′ |

| Словения | 0–4   | Испания                                          |
| -------- | ----- | ------------------------------------------------ |
|          | Отчет | Фернандао 11′ · Рафа Усин 17′ · Аикардо 36′, 39′ |

### Полуфиналы
| Португалия                                | 3–4   | Италия                                           |
| ----------------------------------------- | ----- | ------------------------------------------------ |
| Рикардиньо 13′ · Перейра 19′ · Кейруш 35′ | Отчет | Габриэль Лима 1′, 31′ · Романо 23′ · Фортино 35′ |

| Россия                                             | 4–3 (доп. вр.) | Испания                                 |
| -------------------------------------------------- | -------------- | --------------------------------------- |
| Сергеев 22′ · Лысков 26′ · Фукин 26′ · Робиньо 49′ | Отчет          | Пола 16′ · Рафа Усин 26′ · Мигуэлин 38′ |

### Матч за третье место
| Португалия                                                         | 4–8   | Испания                                                                                                   |
| ------------------------------------------------------------------ | ----- | --- |
| Рикардиньо 8′ · Педро Кари 12′ · Педро Коста 26′ · Жоэл Кейруш 36′ | Отчет | Фернандао 6′, 38′ · Хосе Руис 7′ · Лосано 7′ · Мигуэлин 17′ · Рафа Усин 18′ · Рауль Кампос 20′ · Пола 40′ |

### Финал
| Италия                                      | 3–1   | Россия        |
| ------------------------------------------- | ----- | ------------- |
| Габриэль Лима 7′ · Мурило 14′ · Гиассон 19′ | Отчет | Эдер Лима 10′ |

## Бомбардиры
8 голов
- Эдер Лима

5 голов
- Фернандао

4 гола
- Габриэль Лима
- Родольфо Фортино
- Гашпер Врховец

3 гола
- Айкардо
- Серхио Лосано
- Пола
- Рафа Усин
- Серджио Романо
- Жоэл
- Кардинал
- Рикардинью
- Робиньо
- Сергей Сергеев
- Франко Еловчич

2 гола
- Рафаэл
- Рауль Кампос
- Лин
- Мигелин
- Хосе Руис
- Бруну Коэлью
- Дмитрий Лысков
- Сирило
- Кристьян Чуйец
- Матия Цапар
- Михал Белей

1 гол
- Амадеу
- Аугусто
- Виталий Борисов
- Фелипе
- Эдуардо
- Омар Раху
- Ортис
- Саад Ассис
- Вампета
- Даниэль Жассон
- Стефано Маммарелла
- Микеле Миарелли
- Мурило
- Умберто Онорио
- Мохамед Аттаиби
- Арналду
- Гонсалу
- Педру Кари
- Педру Кошта
- Жуан Матуш
- Сергей Абрамов
- Николай Переверзев
- Александр Фукин
- Владислав Шаяхметов
- Роберт Лупу
- Флорин Матей
- Эмиль Рэдуку
- Мариан Шотэркэ
- Влад Янку
- Урош Крофлич
- Игор Осредкар
- Ален Фетич
- Евгений Валенко
- Дмитрий Сорокин
- Саша Бабич
- Дарио Маринович
- Роман Мареш
- Йиржи Новотны

## Итоговое положение команд
| Место | Команда     |
| ----- | ----------- |
|       | Италия      |
|       | Россия      |
|       | Испания     |
| 4     | Португалия  |
| 5     | Украина     |
| 6     | Румыния     |
| 7     | Словения    |
| 8     | Хорватия    |
| 9     | Азербайджан |
| 10    | Бельгия     |
| 11    | Чехия       |
| 12    | Нидерланды  |

| Победитель чемпионата Европы по мини-футболу 2014 |
| Италия Второй титул                               |